# Soazig Noblet
Soazig Noblet est une compositrice, joueuse de biniou, bombarde et harpe celtique française.

## Biographie
Dans sa jeunesse, elle essaie la guitare, mais, la découverte d'Alan Stivell jouant de la harpe, lors de la Grande Herquelée de Saint-Malo en juin 1958, lui donne envie de jouer de la harpe celtique. C'est Georges Cochevelou qui lui fabrique son premier instrument.
Dans les années 1950, elle joue au bagad de Redon, en tant que penn sonneur, du biniou bras. Dans les années 1960, elle suit une formation musicale au conservatoire de Nantes. 
En 1968, elle s'installe dans le Trégor et crée le trio An Tregeriz, ensemble voix-flûte-harpe, qui enregistre jusqu'en 2001 quatorze disques. Le trio se compose, outre Soazig Noblet, de Louis Abgrall (flûtes et bombardes) et de Franceza Riou au chant. Parallèlement, elle publie onze livrets, des compositions ou des transcriptions pour harpe celtique, et enseigne la harpe celtique.

## Publications

### Livres
- Harpe celtique, éditions Camac productions, 2000, 14 p. (ASIN B000WEWXT0).
- Eur boked kanaouennou nevez, éditions Emgleo breiz ar skol vrezoneg, 1993 (ASIN B00QK0CL10).
- Recueil pour la troubadour : Pour la harpe troubadour à 22 cordes ou pour la harpe celtique, The Blue collection, éditions Camac, 1990, 31 p. (ASIN B000WF9N24).

### Disques
- Chants traditionnels de Noël, éditions Gérard Billaudot, 2013.

## Filmographie
Soazig Noblet a également réalisé des films en tant que cinéaste amateure, aux côtés de son mari Roger Laouenan. Ses films, réalisés entre 1960 et 1970, sont consultables sur le site de la Cinémathèque de Bretagne.

## Hommages
En 1979, la poétesse Jeanne Bluteau lui consacre un poème de son recueil Petite Navigation celtique.